# Simona Kossak
Simona Gabriela Kossak (sinh ngày 30 tháng 5 năm 1943 tại Kraków, mất ngày 15 tháng 3 năm 2007 tại Białystok, Ba Lan) là nhà sinh vật học, sinh thái học và giáo sư khoa học lâm nghiệp. Kossak được biết đến nhờ những nỗ lực của bà trong công cuộc bảo tồn những tàn tích của hệ sinh thái tự nhiên ở Ba Lan. Ngoài ra, bà còn nghiên cứu các hệ sinh thái hành vi của động vật có vú. Bà tự gọi mình là "nhà tâm lý học động vật."

## Tiểu sử
Kossak sinh ra ở Kraków.
Năm 1980, Hội đồng Khoa học của Viện Nghiên cứu Lâm nghiệp trao bằng Tiến sĩ Khoa học Lâm nghiệp cho Kossak với đề tài luận án: "Nghiên cứu tình hình dinh dưỡng của hươu sao trong môi trường sống của rừng lá kim hỗn hợp trong Rừng nguyên sinh Białowieża". Năm 1991, bà được trao bằng sau tiến sĩ về Khoa học Lâm nghiệp với đề tài luận án sau tiến sĩ: "Các yếu tố của môi trường quyết định hành vi kiếm ăn của hươu sao (Capreolus capreolus L.) trong môi trường rừng". Năm 1997, bà nhận học hàm Giáo sư Khoa học Lâm nghiệp.
Kossak làm việc tại Viện Nghiên cứu Động vật có vú của Viện Hàn lâm Khoa học Ba Lan ở Białowieża. Bà làm giám đốc Viện Nghiên cứu Rừng thuộc Cục Rừng Tự nhiên từ tháng 1 năm 2003 cho đến khi qua đời năm 2007. Bà cũng là một trong những người sáng tạo ra máy UOZ-1, một thiết bị cảnh báo động vật hoang dã khi có tàu chạy qua.
Kossak nổi tiếng với quan điểm và hành động kiên quyết bảo vệ thiên nhiên, đặc biệt là Rừng Białowieża. Bà sống tại đây trong hơn 30 năm.

## Đời tư
Kossak xuất thân trong một gia đình theo nghệ thuật có tiếng. Bà là con gái của Jerzy Kossak, em gái của Gloria Kossak, cháu gái của Wojciech Kossak, Juliusz Kossak, Magdalena Samozwaniec và Maria Pawlikowska-Jasnorzewska. Chồng của bà là Lech Wilczek, một nhà tự nhiên học, nhiếp ảnh gia và nhà văn.

## Ấn phẩm

### Sách
- The Białowieża Forest saga
- Vườn quốc gia trong rừng Białowieza

### Bài báo
- Borowski, S., & Kossak, S. (1972). Bisoniana LI. The natural food preferences of the European bison in seasons free of snow cover (Tập tính ăn của bò rừng châu Âu vào mùa không có tuyết phủ). Acta theriologica, 17(13), 151-169.
- Borowski, S., & Kossak, S. (1975). The food habits of deer in the Białowieża Primeval Forest (Tập tính ăn của hươu trong Rừng nguyên sinh Białowieża). Acta Theriologica, 20(32), 463-506.
- Kossak, S. (1976). The complex character of the food preferences of Cervidae and phytocenosis structure. Acta theriologica, 21(27), 359-373.
- Kossak, S. (1983). Trophic relations of roe deer in a fresh deciduous forest (Quan hệ dinh dưỡng của hươu sao trong khu rừng rụng lá). Acta theriologica, 28(6), 83-127.
- Kossak, S. (1989). Multiple hunting by lynx and red fox and utilization of prey by some carnivores (Những cuộc săn mồi của linh miêu và cáo đỏ và cách sử dụng con mồi của một số loài ăn thịt). Acta Theriologica, 34(36), 505-512.
- Kossak, S. (1992). Foraging habits and behaviour of moose calves in virgin forest (Tập tính kiếm ăn của bê đực trong rừng nguyên sinh). Acta Theriologica, 37, 51-51.